# Archipiélago Marqués de Traverse
El archipiélago Marqués de Traverse, también llamado islas Traverse, es un conjunto insular situado en las coordenadas (56°36′S 27°43′O / -56.600, -27.717). Lo forman las islas Zavodovski, Leskov y Visokoi, en el extremo norte de las islas Sandwich del Sur.
Las islas Marqués de Traverse nunca fueron habitadas ni ocupadas y son administradas por el Reino Unido como parte del territorio británico de ultramar de las Islas Georgias del Sur y Sandwich del Sur, y reivindicadas por la República Argentina que las considera parte del Departamento Islas del Atlántico Sur dentro de la Provincia de Tierra del Fuego, Antártida e Islas del Atlántico Sur.

## Toponimia
El grupo fue descubierto en 1819 por una expedición rusa bajo el mando de Fabian Gottlieb von Bellingshausen, quién la llamó así en honor a Jean-Baptiste Prevost de Sansac, Marqués de Traverse (1754-1831), un oficial de la marina francesa que fue enviado por el rey Luis XVI de Francia, a petición de la emperatriz Catalina II de Rusia, a unirse a la Marina Rusa en 1791. Él era el ministro de Asuntos Navales en San Petersburgo, en los años 1811-1831, y el principal promotor del viaje Antártico de Bellingshausen. El nombre antes fue transcrito como «Atraviesan» porque incorrectamente se pensaba que el hombre conmemorado era un ruso. También, originalmente el nombre era «Traversay», aunque cayó en desuso a favor de «Traverse», manteniéndose el primero en el idioma inglés.
Las tres islas del conjunto poseen topónimos de origen ruso, siendo un caso único en la geografía de Argentina.

## Islas del grupo
| Islas      | Área    | Mayor altura                 | Localización                       |
| Zavodovski | 25 km²  | Monte Curry: 550 m s. n. m.  | 56°18′S 27°34′O / -56.300, -27.567 |
| Leskov     | 0,3 km² | Pico Rudder: 190 m s. n. m.  | 56°40′S 28°08′O / -56.667, -28.133 |
| Visokoi    | 35 km²  | Monte Hodson: 915 m s. n. m. | 56°42′S 27°13′O / -56.700, -27.217 |

## Galería
|                  |
| Isla Zavodovski. |

|               |
| Isla Visokoi. |

|              |
| Isla Leskov. |